# Campionati mondiali di pentathlon moderno 2013
I campionati mondiali di pentathlon moderno 2013 si sono svolti dal 19 al 28 agosto 2013 a Kaohsiung, a Taiwan.

## Podi

### Maschili
| Evento      | Oro                                                           | Argento                                             | Bronzo                                              |
| Individuale | Justinas Kinderis                                             | Nicholas Woodbridge                                 | Aleksandr Lesun                                     |
| A squadre   | Francia Jean-Maxence Berrou Christopher Patte Valentin Prades | Russia Il'ja Frolov Sergej Karjakin Aleksandr Lesun | Corea del Sud Jung Jin-Hwa Jung Hwon-Ho Lee Woo-Jin |
| Staffetta   | Ungheria Bence Demeter Róbert Kasza Ádám Marosi               | Cina Cai Zhaohong Chen Fulao Guo Jianli             | Russia Il'ja Frolov Aleksandr Lesun Dmitrij Lukač   |

### Femminili
| Evento      | Oro                                                     | Argento                                                | Bronzo                                                        |
| Individuale | Laura Asadauskaitė                                      | Yane Marques                                           | Donata Rimšaitė                                               |
| A squadre   | Regno Unito Kate French Samantha Murray Mhairi Spence   | Cina Chen Qian Liang Wanxia Zhang Xiaonan              | Ucraina Hanna Burjak Anastasija Spas Viktorija Tereščuk       |
| Staffetta   | Ucraina Hanna Burjak Iryna Chochlova Viktorija Tereščuk | Ungheria Zsófia Földházi Leila Gyenesei Sarolta Kovács | Russia Alise Fachrutdinova Ljudmila Kukuškina Donata Rimšaitė |

### Misti
| Evento    | Oro                                    | Argento                                     | Bronzo                                   |
| Staffetta | Francia Élodie Clouvel Valentin Belaud | Lettonia Jeļena Rubļevska Deniss Čerkovskis | Ucraina Iryna Chochlova Pavlo Tymoščenko |

## Medagliere
| Pos.   | Paese         | Oro | Argento | Bronzo | Totale |
| ------ | ------------- | --- | ------- | ------ | ------ |
| 1      | Francia       | 2   | 0       | 0      | 2      |
| 1      | Lituania      | 2   | 0       | 0      | 2      |
| 3      | Gran Bretagna | 1   | 1       | 0      | 2      |
| 3      | Ungheria      | 1   | 1       | 0      | 2      |
| 5      | Ucraina       | 1   | 0       | 2      | 3      |
| 6      | Cina          | 0   | 2       | 0      | 2      |
| 7      | Russia        | 0   | 1       | 4      | 5      |
| 8      | Brasile       | 0   | 1       | 0      | 1      |
| 8      | Lettonia      | 0   | 1       | 0      | 1      |
| 10     | Corea del Sud | 0   | 0       | 1      | 1      |
| Totale | Totale        | 7   | 7       | 7      | 21     |